# Grive de Piaggia
Geokichla piaggiae
Espèce
Synonymes
- Zoothera piaggiae

Statut de conservation UICN

 LC  : Préoccupation mineure
La Grive de Piaggia (Geokichla piaggiae, anciennement Zoothera piaggiae) est une espèce de passereaux de la famille des Turdidae.
Son nom est attribué à l'explorateur italien Carlo Piaggia (it) (1827–1882).

## Habitat
Elle vit dans les forêts de haute altitude de l'afromontane orientale.

## Répartition et sous-espèces
Selon la classification de référence du Congrès ornithologique international (15.1, 2025) il se répartit en six sous-espèces :
- Z. p. piaggiae (Bouvier, 1877) — hauts plateaux abyssins ;
- Z. p. hadii (Macdonald, 1940) — monts Imatong ;
- Z. p. ruwenzorii Prigogine, 1984 — Rwenzori ;
- Z. p. kilimensis (Neumann, 1900) monts du Kenya ;
- Z. p. tanganjicae (Sassi, 1914) — forêts d'altitude du rift Albertin
- Z. p. rowei (Grant & Mackworth-Praed, 1937) — forêts de Loliondo et Magaidu (Tanzanie).